# Václav Ignác Blovský
Václav Ignác Blovský; též Joannes Blovský, lat. Wenceslaus Ignatius Blowsky (asi krátce před rokem 1700 Praha – 20. září 1736) byl českým katolický knězem, kanovníkem litoměřické svatoštěpánské kapituly a autorem barokních kázání.

## Život
V roce 1718 se stal bakalářem filozofie a v roce 1719 magistrem filozofie. 22. července 1725 slavil primici v Týnském kostele. Od roku 1727 působil jako děkan v Českém Dubě a brzy potom jako čestný kanovník v Litoměřicích. Dne 16. února roku 1729 byl prohlášen doktorem bohosloví. Později se stal arciděkanem ve Falknově.